# اتحادیه روزنامه‌نگاران روسیه
اتحادیه روزنامه‌نگاران روسیه (روسی: Союз журналистов России) بزرگ‌ترین انجمن حرفه‌ای کارکنان رسانه در فدراسیون روسیه است که ادعا می‌کند بیش از ۱۰۰۰۰۰ عضو در هشتاد و دو شعبه منطقه‌ای و حدود چهل انجمن تخصصی دارد. این سازمان وظایف یک اتحادیه کارگری را با وظایف یک سازمان مردم‌نهاد عام‌المنفعه ترکیب می‌کند و به دنبال دفاع از حقوق کار روزنامه‌نگاران در عین ترویج اخلاق حرفه‌ای و آزادی بیان است.

## تاریخچه
روزنامه‌نگاران برای اولین بار در ۱۳ نوامبر ۱۹۱۸، زمانی که اتحادیه روزنامه‌نگاران شوروی روسیه، کنگره تأسیس خود را در مسکو در بحبوحه آشفتگی جنگ داخلی برگزار کرد، به صورت ملی سازماندهی شدند. در سال ۱۹۵۹، این نهاد به اتحادیه روزنامه‌نگاران اتحاد جماهیر شوروی تغییر نام داد و در دهه‌های پایانی شوروی، هم به عنوان مدافع محیط کار و هم به عنوان دروازه‌بان ایدئولوژیک خدمت کرد. با فروپاشی فدراسیون شوروی، کنگره اتحادیه روزنامه‌نگاران در ۱۷ نوامبر ۱۹۹۰ تشکیل شد و در سال ۱۹۹۲، نمایندگان اساسنامه و عنوان فعلی تمام روسی را تصویب کردند.

## عضویت و سازماندهی
اتحادیه کارگری روسیه (RUJ) خود را به عنوان یک ساختار فدرال توصیف می‌کند که در آن اتحادیه‌های کلان‌شهری در مسکو، سن پترزبورگ و تاتارستان از درجه‌ای از خودمختاری برخوردارند و در عین حال نمایندگانی را به کنگره ملی که هر چهار سال یکبار برگزار می‌شود، می‌فرستند. یک نظرسنجی در آستانه دهمین کنگره اتحادیه، حدود ۱۰۰۰۰۰ عضو دارای کارت عضویت را گزارش کرد.

## فعالیت‌ها و خدمات
فعالیت‌های روزمره این اتحادیه بر کمک‌های حقوقی، صندوق‌های همبستگی اضطراری و توسعه حرفه‌ای متمرکز است. کارگاه‌های سالانه انجمن رسانه‌ای، خبرنگاران استانی را برای آموزش به مسکو می‌آورند، در حالی که مراکز مطبوعاتی منطقه‌ای سمینارهایی در مورد ایمنی دیجیتال و تکنیک‌های تحقیق برگزار می‌کنند. همچنین کارت‌های مطبوعاتی صادر می‌کند که برای اعتباربخشی در بسیاری از رویدادهای عمومی روسیه استفاده می‌شود، عملکردی که - طبق گفته کمیته حمایت از روزنامه‌نگاران - انتقاد خبرنگاران مستقلی را که رژیم اعتباربخشی را سیاسی می‌دانند، برانگیخته است.

## رهبری
وسولود بوگدانوف، خبرنگار پراودا، از سال ۱۹۹۲ تا ۲۰۱۷ رهبری این اتحادیه را بر عهده داشت کنگره دوازدهم در ۲۵ نوامبر ۲۰۱۷، ولادیمیر گنادیویچ سولویوف، مجری تلویزیونی، را به عنوان رئیس انتخاب کرد؛ او در اکتبر ۲۰۲۲ برای دومین بار به این سمت انتخاب شد و در حال حاضر ریاست دبیرخانه‌ای را بر عهده دارد که شامل اساتیدی از دانشگاه دولتی لومونوسوف مسکو و سردبیران رسانه‌های دولتی است.

## دفتر مرکزی
دبیرخانه ملی در دفاتری در بلوار زوبوفسکی شماره ۴ در مرکز مسکو مستقر است، یک مرکز مطبوعاتی دوران شوروی که در سال ۱۹۹۳ با حکم ریاست جمهوری بدون اجاره بها منتقل شد؛ تهدیدهای دوره‌ای به تخلیه - به ویژه در سال ۲۰۱۵ - توسط گزارشگران بدون مرز محکوم شد اما در نهایت توسط دفتر شهردار مسکو لغو شد.

## روابط بین‌الملل و تعلیق
فدراسیون بین‌المللی روزنامه‌نگاران (IFJ) پیوست و نزدیک به سه دهه یکی از بزرگ‌ترین اعضای حق‌الزحمه‌بگیر آن بود. در ۲۲ فوریه ۲۰۲۳، هیئت اجرایی فدراسیون بین‌المللی روزنامه‌نگاران اتحادیه روسیه را به حالت تعلیق درآورد و حکم داد که ایجاد شعب در سرزمین‌های اشغالی در جریان حمله به اوکراین «همبستگی» بین اتحادیه‌های عضو را از بین برده است. پوشش آسوشیتدپرس نشان داد که شرکت‌های وابسته به نوردیک تهدید کرده‌اند که در صورت عدم اقدام، از اتحادیه خارج خواهند شد. ولادیمیر سولوویف، رئیس، این اقدام را «کاملاً سیاسی» خواند و مسکو تایمز گزارش داد که اخراج دائمی همچنان در دست بررسی است.

## بحث‌های مربوط به آزادی مطبوعات
در حالی که اغلب پس از حملات به خبرنگاران، حمایت حقوقی ارائه می‌دهد و برنامه‌های ایمنی منطقه‌ای را حفظ می‌کند، نزدیکی آن به رسانه‌های دولتی، انتقاد ناظران بین‌المللی را برانگیخته است. کمیته حمایت از روزنامه‌نگاران، مداخلات عمومی آن در سانسور را «همواره طرفدار کرملین» توصیف کرده است و به درخواست اتحادیه در سال ۲۰۲۲ مبنی بر تحریم یوتیوب به دلیل مسدود کردن کانال‌های دولتی روسیه توسط نهادهای نظارتی اشاره می‌کند. محققان مؤسسه خدمات متحد سلطنتی همچنین خاطرنشان می‌کنند که فهرستی از خبرنگاران کشته شده را نگهداری می‌کند و تخمین می‌زنند که تقریباً ۲۵۰ روزنامه‌نگار روسی از سال ۱۹۹۱ کشته شده‌اند.

## جوایز
از سال ۱۹۹۶، جایزه قلم طلایی روسیه را که در این حرفه به عنوان بالاترین افتخار روزنامه‌نگاری کشور شناخته می‌شود، اهدا کرده است. برندگان هر ساله در ماه فوریه در یک مراسم مطبوعاتی تلویزیونی در مسکو مورد تقدیر قرار می‌گیرند. مسابقات منطقه‌ای مانند احیای اقتصادی روسیه و مسابقات جوانان با شرکایی از جمله اتاق بازرگانی و دانشگاه‌ها برگزار می‌شود تا فارغ‌التحصیلان آینده‌دار را به کارآموزی در اتاق خبر هدایت کند.